# Centre de recherche et d'information des consommateurs
 (juillet 2017).
 (juillet 2017).
Le Centre de recherche et d'information des organisations de consommateurs (CRIOC) est une ancienne fondation d'utilité publique belge, fondée en 1975 et ayant fait faillite en 2015,. 
Elle est administrée par l'ensemble des organisations des consommateurs, à l'exception de Test-Achats qui, à plusieurs reprises a quitté (1985 et 2002) le conseil d'administration. Au niveau national, elle visait à apporter un soutien à ces dernières et à promouvoir la fonction de consommation et la protection des consommateurs. Souvent considéré à tort comme une association de consommateurs, le CRIOC a été pendant 40 ans le centre de recherche et d'information des organisations et des consommateurs. 

## Le CRIOC
Dans son dernier rapport annuel (2009) publié en 2010; le CRIOC selon ses statuts, a pour but de « fournir une aide technique aux organisations de consommateurs, de valoriser la fonction de consommation et de promouvoir la protection des consommateurs ». Ses activités s'inscrivent depuis sa création en 1975 dans celles du mouvement consumériste. Il a développé au fil des ans, une expertise largement reconnue en matière de protection, de représentation et de sensibilisation des consommateurs: expertise juridique, économique, sociologique, technique et communicationnelle. Ses collaborateurs suivent l'actualité et les travaux récents en matière de pratiques de commerce, d'accès à la justice, de service universel, d'enjeux environnementaux et éthiques, de sécurité des produits, de sécurité alimentaire. Sur tous ces sujets, le CRIOC mène de nombreuses enquêtes pour connaître les avis, attitudes et comportements des consommateurs. Les résultats en sont diffusés par voie de presse et en ligne, pour être accessibles au plus grand nombre. Dans les années 1990, le monde de la consommation a été secoué par une suite de crises alimentaires. Le CRIOC a alors participé aux débats préliminaires à la création de l'Agence Fédérale pour la sécurité alimentaire. Depuis, nous faisons partie du comité d'avis de l'Agence et avons mené de nombreux projets en collaboration avec ses services: en 2002-2003, les road-show qui nous ont permis de découvrir ensemble et avec des représentants des organisations de consommateurs, toute une série d'acteurs des filières de production alimentaire, s ur le terrain. L'exposition sur la sécurité alimentaire, qui avait sillonné le pays, a été l'occasion de nombreux débats publics en compagnie de l'Agence et de représentants de ces filières. Le CRIOC reste attentif à l'étiquetage nutritionnel, où l'on remarque régulièrement de nombreux problèmes. 
L'étiquetage des produits est parfois problématique dans d'autres domaines: celui de la sécurité, on l'a vu avec les détecteurs d'incendie, celui de la santé et du respect de l'environnement... Une série de labels ont fleuri ces 15 dernières années, qui nécessitent un encadrement réglementaire plus rigoureux, comme le CRIOC le rappelle régulièrement. Plus généralement, depuis le Sommet de la Terre à Rio en 1992, la consommation comme enjeu du développement durable, fait l'objet de nombreuses recherches et campagnes de sensibilisation, et dans ce domaine, le CRIOC fait partie des pionniers: recherches, campagnes de sensibilisation des consommateurs, réactions concertées aux plans fédéraux de développement durable, organisation d'événements et de colloques...  
Autres thèmes importants qui sont suivis depuis de nombreuses années par les experts du CRIOC: la sécurité des produits, les questions de consommation et de santé, la publicité, la télévision, la société de l'information, l'e-commerce. Dans certains domaines, l'action des organisations de consommateurs, soutenue par ces recherches et campagnes de sensibilisation, a permis de réelles avancées réglementaires: ainsi, en matière de publicité pour le crédit, la législation s'est considérablement renforcée ces dix dernières années. Mais comme nous l'avons encore montré à travers notre enquête récente sur la publicité pour les crédits, cette législation n'est pas suffisamment respectée. Le CRIOC rappelle donc régulièrement aux pouvoirs publics, que, sans contrôle effectif, de telles législations sont inopérantes.  
On peut en dire autant du traitement des plaintes des consommateurs: celles qui parviennent chaque jour au CRIOC - et qui sont réorientées vers qui de droit - ont inspiré l'édition du livre, Refusez les arnaques. Ce livre qui est un outil pratique pour les consommateurs, montre combien l'action des organisations de consommateurs reste nécessaire pour défendre les intérêts et les droits des consommateurs; jamais en effet les pratiques commerciales n'ont été aussi offensives, ciblées, dans un contexte de marché mondialisé et virtualisé où les pouvoirs publics ont aussi besoin d'être soutenus dans leur rôle de régulateur voire de médiateur, entre acteurs économiques et consommateurs. 
Le CRIOC ne manque jamais de collaborer dans cette perspective avec les différents services publics compétents, en matière de consommation: SPF affaires économiques, services publics fédéraux et régionaux actifs en matière de santé et d'environnement...

## Les missions du CRIOC
Le CRIOC développe 4 missions.
- La représentation des consommateurs et de leurs associations. Le CRIOC participe à la représentation des consommateurs, en complément des organisations de consommateurs, dans des commissions et des groupes de travail liés à la consommation. Le CRIOC réalise toute étude, analyse et information en lien avec les matières abordées au sein de ces commissions et groupes de travail, en ce y compris leurs impacts à tous les niveaux de la décision publique (locale, régionale, communautaire, fédérale, internationale, etc.)[4].
- L'information des consommateurs et de leurs associations. Le CRIOC répond aux demandes d’information des organisations de consommateurs et du SPF Économie, PME, classes moyennes et énergie. Il contribue à l’information permanente des organisations de consommateurs et du SPF Économie, PME, classes moyennes et énergie par son magazine bimensuel électronique, par son site Internet ou par tout autre moyen équivalent[4].
- La documentation des consommateurs et de leurs associations. Le CRIOC répond aux demandes de documentation des organisations de consommateurs et du SPF Économie, PME, classes moyennes et énergie et développe son centre de documentation[4].
- La recherche et les études en matière de consommation. Le CRIOC effectue des recherches et réalise les études nécessaires à la bonne exécution de ses obligations[4].

## La RSE (Responsabilité Sociétale de l'Entreprise)
Le CRIOC contribue tant par le choix de ses activités que par l’information qu’il délivre au développement d’une consommation plus durable (selon les trois pôles: économique, social et environnemental). De par son action et sa spécificité, le CRIOC veille à garantir la possibilité offerte à chaque consommateur et à chaque citoyen de disposer d’une sécurité d’existence en matière de consommation. Veiller à assurer des conditions de vie décentes ne suffit pas. Une attention particulière est accordée à la défense des consommateurs fragiles ou les plus fragilisés par défaut d’expérience, de formation, de santé, d’intégration sociale, à la suite des circonstances de la vie, ou pour les consommateurs à mobilité réduite ou appartenance à une minorité culturelle, notamment en matière de protection et d’intégration sociale. Le CRIOC a obtenu
- Le label social[5] le 27 février 2007 pour l’ensemble de ses activités de recherche et études, actions et animations et la représentation des organisations de consommateurs. La Secrétaire d'État au Développement durable et à l'économie sociale Els Van Weert a remis  officiellement ce label, sur base d'un avis positif du comité pour une production socialement responsable, après un audit complet de la fondation et de sa chaîne de production, en ce y compris ses fournisseurs. Le label social certifie que les activités du CRIOC (et des fournisseurs qui interviennent dans la chaîne de production) respectent la dignité humaine et les conventions de base de l’Organisation Internationale du Travail.
- Le label égalité-diversité[6] le 22 mars 2007 qui favorise l'accès au travail de certains groupes cibles et la diversité dans l'organisation. Il est décerné à la Fondation par les  Ministres Fédéraux de l’Emploi et de l’égalité des chances. À ce titre, le CRIOC s'engage dans un programme d'actions cohérentes avec son objet social et les valeurs qui lui sont chères, d'accès pour tous au mieux-être à travers l'égalité des chances et de la diversité en matière de recrutement, classification des fonctions, modalités du travail à distance et à domicile, l'accueil des nouveaux arrivants, la formation. Il rappelle l’attachement de la Fondation aux objectifs et valeurs d’égalité et de diversité.

En 2009, le CRIOC a poursuivi son engagement dans le développement d'un processus de management environnemental (EMAS). Il a ainsi mis en place un système de gestion de l’environnement pour ses activités et ses projets conformément aux exigences du règlement EMAS (Eco-Management and Audit Scheme (EMAS 1221/2009)), qui lui permet, entre autres, de mesurer ses performances environnementales dans un esprit d’amélioration continue.

## La fin du CRIOC
En février 2012, le directeur général de l'époque, Marc Vandercammen est mis en cause par l'hebdomadaire Vif/l'express, qui s'interrogeait sur la qualité des enquêtes réalisées par l'institution ainsi que la gestion des ressources humaines au sein de celle-ci. Le 18 juin 2012, les audits demandés et diligentés par le conseil d'administration du CRIOC blanchissait le directeur général. "L'audit sur le fonctionnement du Crioc ne relève pas de harcèlement moral ni de manipulation des résultats des enquêtes. Le directeur du Crioc, Marc Vandercammen est donc aujourd'hui lavé de tout soupçon titrait le journal l'ECHO. Blanchi, le Directeur Général était démis.  La presse s'était étonnée de cette démission,,.
À noter que le communiqué de presse du Conseil d'administration du CRIOC concernant le licenciement de son Directeur Général précisait que pendant 10 ans, Marc Vandercammen a "fait une contribution importante à l'opération et au développement de l'organisation. Grâce à ses nombreuses réalisations et réformes, beaucoup de Belges se sont intéressés aux questions de la consommation". Ils soulignent que "le Crioc perd un directeur motivé et enthousiaste, qui a mis son cœur et âme dans son travail",,.
Après le départ de son directeur général, le CRIOC a continué à vivoter et le 11 mars 2015, son conseil d'administration annonçait le licenciement de ses 22 employés. Le CRIOC est déclaré en faillite le 11 mars 2015. Entretemps, le tribunal du travail a condamné le CRIOC a indemniser son Directeur Général. La RTBF y a consacré un reportage.